# Cidlina
Cidlina (in tedesco Zidlin) è un comune della Repubblica Ceca facente parte del distretto di Třebíč, nella regione di Vysočina.